# Back from the Grave
Back from the Grave är det femte studioalbumet av det svenska death metal-bandet Grave, utgivet av Century Media Records 2002. Fem år efter senaste albumet bestod bandet av Ola Lindgren på gitarr och sång, Jens Paulsson på trummor, Jonas Torndal, som tidigare spelade bas, hade gått över till gitarr på detta album och ny basist var Fredrik Isaksson, tidigare i Therion. 
Den första pressningen av detta album innehöll en bonus-cd med låtarna från bandets tre första demo-utgivningar. Spår 1-3 är från Sick Disgust Eternal (1988), spår 4-7 från Sexual Mutilation (1989) och spår 8-11 är från Anatomia Corporis Humani (1989).

## Låtlista
1. "Intro" – 0:43
2. "Rise" – 5:25
3. "Behold the Flames" – 4:32
4. "Dead Is Better" – 3:48
5. "Receiver" – 5:02
6. "No Regrets" – 3:34
7. "Resurrection" – 4:17
8. "Below" – 4:41
9. "Bloodfed" – 4:49
10. "Thorn to Pieces" – 6:22

### Låtlista för bonus-CD
1. "Into the Grave" – 6:15
2. "Annihilated Gods" – 5:04
3. "Infernal Massacre" – 6:11
4. "Deformed" – 5:58
5. "Reality of Life" – 3:34
6. "Morbid Way to Die" – 4:37
7. "Sexual Mutilation" – 4:41
8. "Extremely Rotten Flesh" – 4:34
9. "Brutally Deceased" – 3:52
10. "Septic Excrements" – 3:06
11. "Reborn Miscarriage" – 3:56

## Banduppsättning
- Ola Lindgren - gitarr, sång
- Jens "Jensa" Paulsson - trummor, sång
- Jonas Torndal - gitarr
- Frederik Isaksson - bas